# Pontos nos ii
Pontos nos ii foi um semanário humorístico dirigido por Rafael Bordalo Pinheiro, com redação em Lisboa. Começou a ser publicado em Maio de 1885, na sequência da suspensão de O António Maria, e terminou, também suspenso, em Fevereiro de 1891, sendo notória a relação editorial e de conteúdos entre as duas publicações, a começar pela própria apresentação: “Ora aqui me têm outra vez. Sou a Maria, a viúva do António…”.  E assim continua, com uma narrativa crítica, cómica, para “rir sem descanso”, brincando, de forma jocosa, com a alternância no poder entre regeneradores e progressistas e com a sua permanente guerra política, fazendo uso da já reputada combinação de RBP: desenho/narração. Contudo, Pontos nos ii reserva algumas páginas “sérias” para notícias, crónicas, reportagens culturais, atividade literária, inaugurações e progressos, crimes e óbitos, entre outros assuntos. Na colaboração artística, contou de novo com o lápis do seu filho, Manuel Gustavo Bordalo Pinheiro, enquanto na literária sobressai a pena de Alfredo Morais Pinto (pseudónimo: Pan-Tarantula) e de Fialho de Almeida (pseudónimo de Irkan).